# Provincia de Guantánamo
Provincia de Guantánamo är en provins i Kuba. Den ligger i den östra delen av landet, 900 km öster om huvudstaden Havanna. Antalet invånare är 510 863. Arean är 6 164 kvadratkilometer. Provincia de Guantánamo gränsar till Provincia de Holguín och Provincia de Santiago de Cuba. 
Terrängen i Provincia de Guantánamo är huvudsakligen kuperad, men åt nordväst är den bergig.
Provincia de Guantánamo delas in i:

1. Municipio de Baracoa
2. Municipio de Caimanera
3. Municipio de El Salvador
4. Municipio de Guantánamo
5. Municipio de Imías
6. Municipio de Maisí
7. Municipio de Manuel Tames
8. Municipio de Niceto Pérez
9. Municipio de San Antonio del Sur
10. Municipio de Yateras

Följande samhällen finns i Provincia de Guantánamo:

- Baracoa
- El Salvador
- Maisí
- San Antonio del Sur
- Río Guayabal de Yateras
- Imías
- Niceto Pérez
- Manuel Tames
- Caimanera